# デスオキシコルチコステロン
デスオキシコルチコステロン(Desoxycorticosterone、11-デオキシコルチコステロン)は、副腎の網状帯と束状帯から分泌される鉱質コルチコイドである。

## 生合成
ミトコンドリアの細胞質基質において、小胞体の酵素によりプレグネノロンからアンドロゲン、11-デオキシコルチコステロン、11-デオキシコルチゾールのうちのどれかに転化される。11-デスオキシコルチコステロンは11-デオキシコルチゾールを経てミトコンドリアに再び入り、酵素によって鉱質コルチコイドと糖質コルチコイドに変換される。

## 存在
デスオキシコルチコステロンは通常、酢酸エステル（酢酸デスオキシコルチコステロン、DOCA）とピバル酸エステル（ピバル酸デスオキシコルチコステロン）の2つの形状で確認されている。

## 臨床
デスオキシコルチコステロンの酢酸エステルとピバル酸エステルは、慢性原発性副腎皮質機能低下症の代替療法に使われる。
なお、ピバル酸デスオキシコルチコステロンは獣医が使う薬品としてノバルティス社からPercotenという名称で販売されている。